# Helvetia (Virginia Occidental)
Helvetia es un lugar designado por el censo ubicado en el condado de Randolph en el estado estadounidense de Virginia Occidental. En el Censo de 2010 tenía una población de 59 habitantes y una densidad poblacional de 12,55 personas por km².

## Geografía
Helvetia se encuentra ubicado en las coordenadas 38°42′21″N 80°11′57″O / 38.70583, -80.19917. Según la Oficina del Censo de los Estados Unidos, Helvetia tiene una superficie total de 4.7 km², de la cual 4.7 km² corresponden a tierra firme y (0%) 0 km² es agua.

## Demografía
Según el censo de 2010, había 59 personas residiendo en Helvetia. La densidad de población era de 12,55 hab./km². De los 59 habitantes, Helvetia estaba compuesto por el 94.92% blancos, el 0% eran afroamericanos, el 0% eran amerindios, el 0% eran asiáticos, el 0% eran isleños del Pacífico, el 0% eran de otras razas y el 5.08% pertenecían a dos o más razas. Del total de la población el 3.39% eran hispanos o latinos de cualquier raza.